# Dean Marney
Dean Edward Marney (Barking, 31 gennaio 1984) è un ex calciatore inglese, di ruolo centrocampista.

## Palmarès

### Club

#### Competizioni nazionali
- Football League Championship: 1

Burnley: 2015-2016